# Poecilotriccus russatus
A Poecilotriccus russatus a madarak (Aves) osztályának verébalakúak (Passeriformes) rendjébe és a királygébicsfélék (Tyrannidae) családjába tartozó faj.

## Rendszerezés
Sorolták a Todirostrum nembe Todirostrum russatum néven.

## Előfordulása
Brazília, Guyana és Venezuela területén honos. A természetes élőhelye szubtrópusi és trópusi hegyi esőerdők, folyók és patakok környéke. Állandó, nem vonuló faj.

## Megjelenése
Átlagos testtömege 8 gramm.